# Кароліна Біттенкур
Кароліна Біттенкур (порт. Carolina Bittencourt; 13 грудня 1981 — 28 квітня 2019) — бразильська модель, телеведуча та акторка.

## Біографія
Народилася у місті Сан-Паулу. 
Кароліна Біттенкур була двічі одружена. Від першого чоловіка народила дочку Ізабель. 
У лютому 2019 року одружилася з бізнесменом Хорхе Сентіні. 28 квітня 2019 року подружжя вийшло у море на яхті на прогулянку. Під час шторму хвиля змила у море цуценят, що були на борту. Кароліна кинулася у море, що врятувати їх, але сама не змогла вибратися. Її тіло знайшли рятувальники наступного дня.